# Mina Tanaka
Mina Tanaka (田中 美南 Tanaka Mina?), född 28 april 1994, är en japansk fotbollsspelare som spelar för INAC Kobe Leonessa.

## Klubbkarriär
Den 18 januari 2020 värvades Tanaka av INAC Kobe Leonessa. Den 2 februari 2021 lånades hon ut till tyska Bayer Leverkusen på ett låneavtal fram till slutet av juni.

## Landslagskarriär
Tanaka har spelat 51 landskamper och gjort 21 mål för det japanska landslaget. Hon deltog bland annat i Asiatiska mästerskapet i fotboll för damer 2018.